# 莱昂·罗森菲尔德

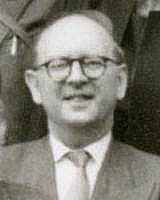
莱昂·罗森菲尔德 (1963年)

莱昂·罗森菲尔德（法語：Léon Rosenfeld，1904年8月14日—1974年3月23日），出生于比利时沙勒罗瓦，比利时物理学家。1926年，他获得列日大学博士，是物理学家尼尔斯·玻尔的合作者。他早期在量子电动力学方面的工作超前保罗·狄拉克和彼得·柏格曼做出类似的工作二十年。他创造了术语轻子。1949年获得法朗基奖。